# Cellole
Cellole è un comune italiano di 8 259 abitanti della provincia di Caserta in Campania.

## Geografia fisica
Cellole è posta nella zona occidentale dell'alto casertano; il suo territorio si estende in una pianura che ha un'escursione di appena 36 metri al di sopra del livello del mare ed ha un'estensione di poco meno di 37 km². Il territorio comprende anche la parte sud della fascia costiera di Baia Domizia e di Baia Felice, affacciate sul Golfo di Gaeta. Il comune è una enclave,  confina solamente con Sessa Aurunca, dal cui territorio è circondato. La frazione balneare di Baia Domizia fu "salomonicamente" divisa a metà fra i due comuni.

### Origini geologiche
La geologia del territorio è di origine vulcanica. È una depressione originata dal Vulcano di Roccamonfina che ha generato in seguito un terreno alluvionale molto fertile, ma paludoso. Per secoli zone umide e paludose, considerate in passato malariche, tali terreni sono rimasti a lungo incolti finché durante il regime fascista le aree delle località "Fievo" e "Pantano" subirono un processo di trasformazione chiamato bonifica, per renderle disponibili ai contadini e, secondo gli intenti dell'epoca, diminuire le malattie infettive.

## Storia
Il toponimo deriva dal latino pagus cellularum. Il termine latino pagus fa parte del lessico amministrativo romano e stava ad indicare una circoscrizione territoriale rurale (cioè al di fuori dei confini della città). Il villaggio era stato adibito a deposito di generi alimentari stipati in appositi fabbricati divisi in "celle" o magazzini, dai quali cellularum. Di queste celle sono rimaste poche tracce nella zona. Nei dintorni, tra Cellole, Carano e Piedimonte Massicano, si trovava forse la città romana di Vescia. Si suppone perciò che le radici più profonde dell'attuale città possano risalire al periodo della nascita della colonia romana di Sinuessa, circa 4 km a nord di Mondragone, insieme alla quale e con Ausona, Suessa e Minturnae, formava la Pentapoli aurunca, distrutta dai romani nel 314 a.C.
Più tardi, nel Medioevo, Cellole divenne un punto di ritrovo per gli abitanti dell'area in quanto la città era ubicata tra l'antica via Appia e la sua variante interna, l'Appia odierna. Con l'arrivo dei Longobardi i territori dell'ager sinuessanum si impaludarono e quel villaggio che allora contava poche centinaia di abitanti fu inglobato nel territorio di Sessa Aurunca che era l'unico riferimento economico, culturale e sociale di tutta la zona circostante: durante il feudalesimo dunque, il territorio cellolese venne integrato nei domini dei duchi di Sessa.
Durante il Medioevo e l'età moderna il piccolo villaggio divenne quindi un avamposto difensivo per la vicina Sessa Aurunca. Infatti, dalla città aurunca non era possibile avvistare i fuochi di segnalazione della costa, anche a causa della nebbia della zona paludosa prossima al mare, detta "Pantano", e Cellole serviva da "ponte visivo" fra il litorale tirrenico e le mura sessane.

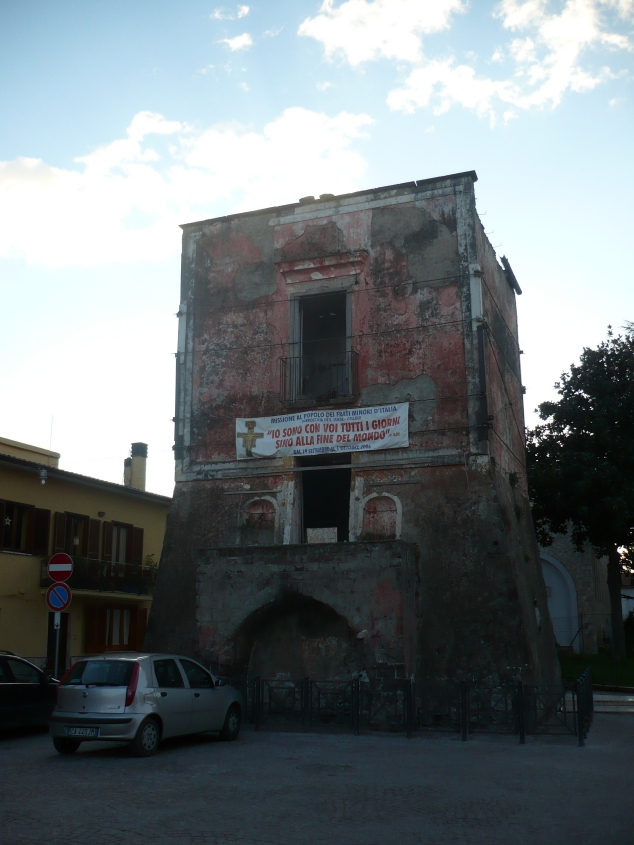
Una delle torri in piazza Compasso

Anche per tale scopo ebbe quattro torri cosiddette "saracene" di cui si conservano soltanto le due situate in piazza Compasso, risalenti all'epoca normanna. Queste strutture, chiamate torre di Cerrito e torre del Parroco quelle superstiti, torre di Sorgente e torre del Cortinaccio quelle non più visibili, dovevano essere dell'altezza di alcune decine di metri e costruite in materiali di risulta dell'epoca precedente o in pietra locale.
Il 20 aprile 1970 si riuniva, in Sessa Aurunca, il consiglio comunale per discutere, fra l'altro, della separazione ed erezione a comune autonomo della frazione di Cellole. La questione era vivamente sentita dagli abitanti della predetta frazione i quali, ritenendo che i loro interessi non fossero stati esaminati con quella solerzia e serietà che il problema richiedeva, cominciarono a dare, nella notte del 21 aprile, i primi segni di irrequietezza costituendo un blocco stradale sul corso principale di Cellole, all'altezza di piazza Chiesa Nuova, ora Piazza Aldo Moro.
Alle manifestazioni di protesta partecipava una folla sempre più numerosa. Si moltiplicavano i blocchi stradali e gli episodi di intolleranza verso la forza pubblica resero necessario l'intervento di rinforzi costituiti da contingenti del X battaglione mobile dei Carabinieri di Napoli. Ai blocchi stradali si aggiunsero quelli ferroviari che interessavano la linea di grande comunicazione Roma-Napoli
via Formia ed interrompevano, pertanto, il transito dei convogli.
Il 21 febbraio 1973 la popolazione del comune di Sessa Aurunca fu chiamata alle urne e decise per l'autonomia di Cellole. Dopo due anni, il 2 aprile 1975, incominciò l'attività amministrativa del comune con Lorenzo Montecuollo come sindaco.
Lo stemma adottato dal neonato comune raffigura un grifone che allunga la zampa su una sottostante minuscola pineta.

### Simboli
Stemma
Gonfalone

Lo stemma e il gonfalone sono stati concessi con il decreto del Presidente della Repubblica datato all'11 aprile 1986.

## Monumenti e luoghi d'interesse

### Architetture religiose

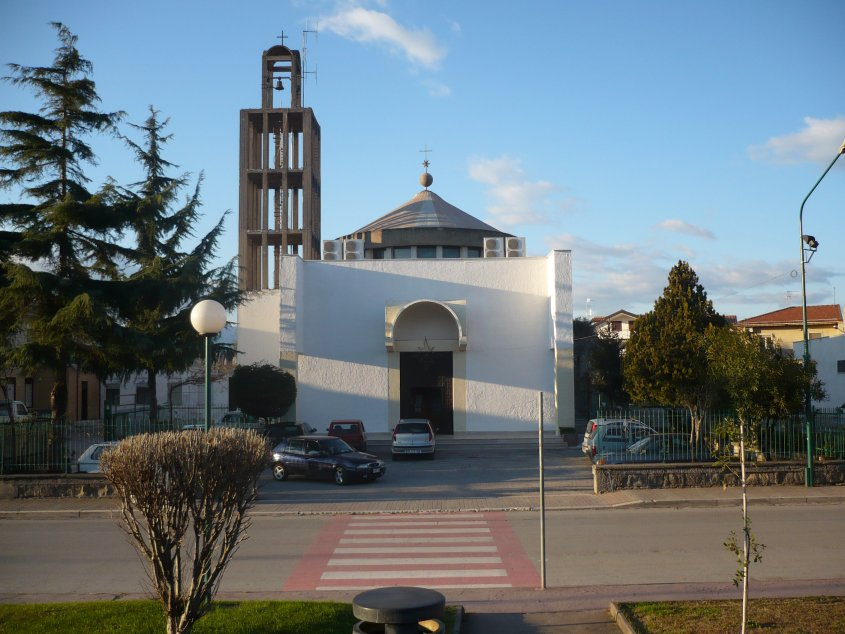
Parrocchia di San Vito e Marco

- Chiesa di San Marco, risalente ai secoli altomedievali come testimoniato dai suoi affreschi, è situata poco fuori dal centro urbano[11].
- Chiesa di Santa Lucia, costruita nel Settecento per sostituire un'omonima chiesa più antica i cui ruderi sono visibili presso la parrocchia di San Vito e Marco; è situata all'interno del centro storico, in piazza Compasso[12].

### Architetture militari
- torre del Parroco, a pianta quadrata e di epoca medievale, è situata in piazza Compasso[7].
- torre di Cerrito, a pianta quadrata e di epoca medievale, è alta 21,50 m e misura 6 m per ogni lato[7]; è anch'essa situata in piazza Compasso[13].
- torre di Sorgente e torre del Cortinaccio che sono ormai totalmente inserite nei nuovi fabbricati[7].

### Aree naturali
Parte del litorale della frazione di Baia Domizia (frazione divisa fra i comuni di Sessa Aurunca e Cellole) si trova nel Parco regionale di Roccamonfina-Foce Garigliano. Questa zona, da secoli naturalmente ricca d'acqua, piccoli stagni e canneti, è area di passaggio e di sosta per gli uccelli migratori.
Nella porzione di Baia Domizia amministrata da Cellole la macchia mediterranea ha subito maggiormente la forte pressione antropica.
Nel 2002 nella notte a cavallo tra l'11 e il 12 luglio è stato effettuato anche un ritrovamento di un nido di tartaruga (Caretta caretta).

## Società

### Evoluzione demografica
I nuclei familiari rilevati nel 2001 sono stati: 2 352 con circa 3,04 persone per famiglia.
Abitanti censiti

## Economia

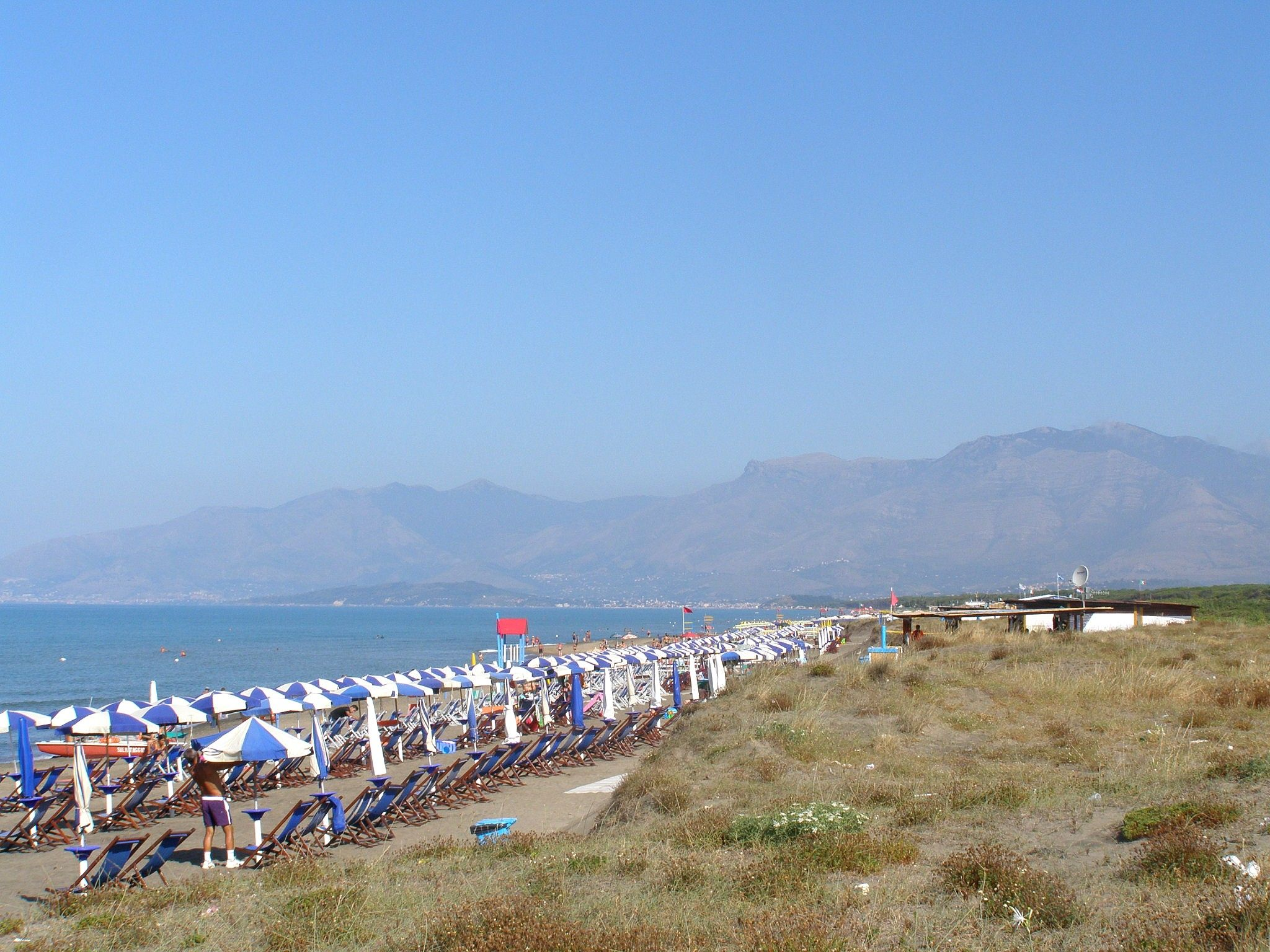
La spiaggia di Baia Domizia

L'economia del territorio cellolese si concentra su attività rurali, sull'artigianato e, dall'inizio degli anni Sessanta, si è spostata soprattutto verso il turismo dopo la costruzione della vicina Baia Domizia, dotata di hotel e villaggi. Cellole ha beneficiato della contiguità geografica con il polo turistico basando progressivamente su questa risorsa la sua economia, con conseguente crescita economica e demografica.
A contribuire all'economia locale v'è una leggera presenza industriale stabilitasi 2 km a est del centro urbano in località Civette.
Una fonte del 2001 indica che in realtà il numero di occupati rilevati nel comune di Cellole fosse di 991 unità che corrispondono al 13,86% della popolazione nel suo complesso, a fronte di un tasso medio di disoccupazione in Campania nel censimento del 2001 del 26,95%.

### Analisi occupazionale
Sul territorio sono presenti (anno 2001):
- 94 attività industriali e 244 addetti (24,62% degli occupati);
- 167 attività di servizio e 278 addetti (28,05% degli occupati);
- 138 altre attività di servizio e 341 addetti (34,41% degli occupati);
- 18 attività amministrative e 128 addetti (12,92% degli occupati).

## Geografia antropica

### Frazioni
- Baia Domizia
- Baia Felice
- Borgo Centore

A partire dai primi anni Ottanta, nel cosiddetto "Pantano" di Baia Domizia sorse una vera e propria baraccopoli definita dalla stampa locale come una "favela delle vacanze".
A partire dal 2009 la regione Campania ha avviato alcune azioni di demolizione degli edifici abusivi.

## Infrastrutture e trasporti

### Ferrovie
Il comune è servito dalla stazione di Sessa Aurunca-Roccamonfina-Cellole, sulla ferrovia Roma-Formia-Napoli, situata a circa 2 km dal centro abitato. Inoltre, fino al 1944 il comune era servito dalla stazione di Cellole-Fasani, e dal 1949 al 1957 dalla stazione di Cellole-Santa Fè (anche nota come Bivio Cellole), entrambe sulla ferrovia Sparanise-Gaeta.

## Amministrazione

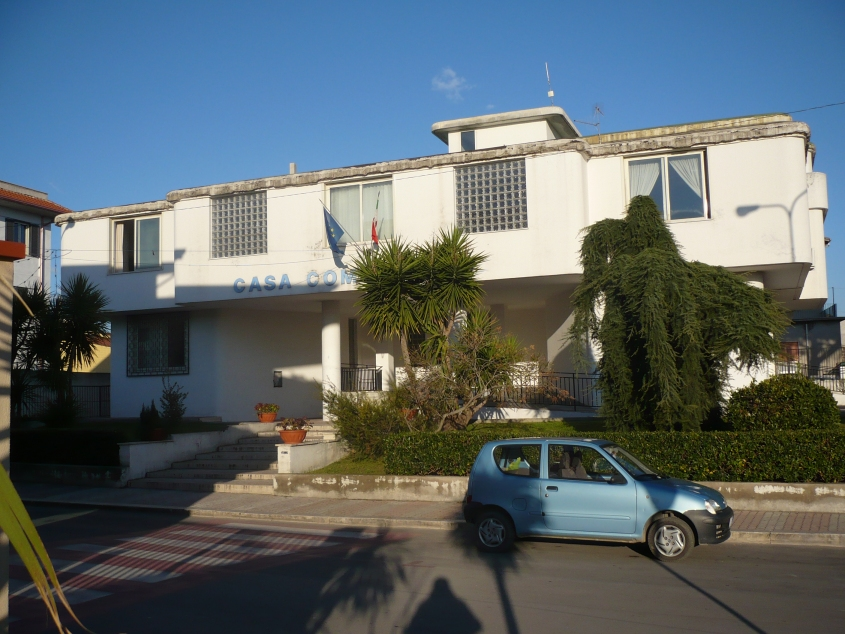
Casa comunale di Cellole

Lista dei sindaci e dei commissari prefettizi del comune dallo scorporo da Sessa Aurunca ad oggi.
| Primo cittadino | Primo cittadino      | Mandato           | Mandato           | Partito              | Carica                        | Note                 |
| Primo cittadino | Primo cittadino      | Inizio            | Fine              | Partito              | Carica                        | Note                 |
| --------------- | -------------------- | ----------------- | ----------------- | -------------------- | ----------------------------- | -------------------- |
|                 | Lorenzo Montecuollo  | 2 aprile 1975     | 1985              | Democrazia Cristiana | Sindaco                       | [ 28 ]               |
|                 | Antimo Dodde         | 1985              | 1988              | Democrazia Cristiana | Sindaco                       | [ 29 ]               |
|                 | Tommaso Martucci     | 1988              | 27 aprile 1997    | Democrazia Cristiana | Sindaco                       | [ 30 ]               |
|                 | Antonio Lepore       | 27 aprile 1997    | 13 maggio 2001    | Unione di Centro     | Sindaco                       | —                    |
|                 | Aldo Izzo            | 13 maggio 2001    | 14 febbraio 2006  | Uniti per unire      | Sindaco                       | [ 29 ]               |
|                 | Maria Luisa Fappiano | 11 aprile 2006    | 28 maggio 2006    | —                    | Commissario prefettizio       | [ 32 ]               |
|                 | Antonio Lepore       | 28 maggio 2006    | 16 maggio 2011    | Uniti per unire      | Sindaco                       | [ 33 ]               |
|                 | Aldo Izzo            | 16 maggio 2011    | 6 giugno 2016     | Uniti per unire      | Sindaco                       | [ 33 ]               |
|                 | Angelo Barretta      | 6 giugno 2016     | 23 novembre 2017  | SiAmo Cellole        | Sindaco                       | [ 34 ] [ 35 ]        |
|                 | Francesco Lauretano  | 23 novembre 2017  | 22 marzo 2018     | SiAmo Cellole        | Vice-sindaco facente funzioni | [ 29 ] [ 36 ]        |
|                 | Maria Luisa Fappiano | 13 aprile 2018    | 10 giugno 2018    | —                    | Commissario prefettizio       | [ 33 ] [ 37 ]        |
|                 | Cristina Compasso    | 10 giugno 2018    | 16 dicembre 2019  | Cellole libera       | Sindaco                       | [ 38 ] [ 39 ] [ 40 ] |
|                 | Savina Macchiarella  | 16 dicembre 2019  | 22 settembre 2020 | —                    | Commissario prefettizio       | [ 41 ]               |
|                 | Guido Di Leone       | 22 settembre 2020 | in carica         | Noi per Cellole      | Sindaco                       |                      |

## Sport

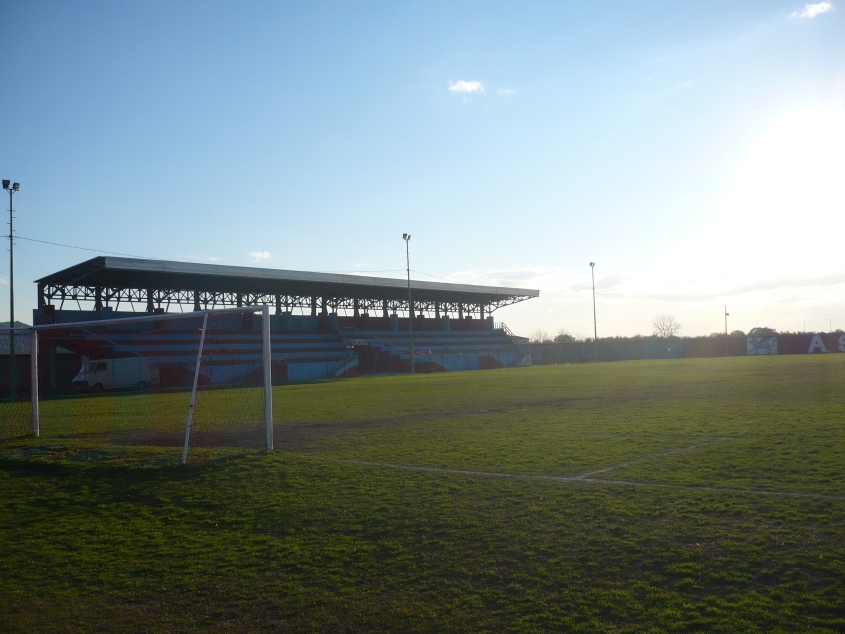
Lo stadio comunale "Lorenzo Montecuollo" di Cellole

La cittadina non è dotata di strutture sportive pubbliche oltre alle palestre presenti nelle scuole e allo stadio comunale, utilizzato dalla principale squadra della città che è l'A.S.D. Cellole Calcio, militante nel girone A della Promozione campana.
Palestra principale del posto è quella dell'I.C. Enrico Fermi dove vengono disputate le partite casalinghe della Volley Cellole, giunta anche in Serie C. Tuttavia non mancano nel comune strutture quali campi da calcio a cinque, campi da tennis, piscine (utilizzabili esclusivamente in estate) e altre palestre, benché tutte gestite da imprese private.
All'inizio di via Milano, lungo la strada provinciale 120 e proprio a fianco dello stadio, è ubicato l'edificio della piscina comunale mai completato, per anni in stato di abbandono e di degrado, e che avrebbe dovuto essere trasformato in un centro polisportivo. Dopo un recente cambiamento d'uso dovuto all'amministrazione municipale e dopo l'inizio dei lavori, la struttura dovrebbe nuovamente essere destinata al ruolo di piscina comunale.
Oltre al calcio e alla pallavolo, ogni anno viene disputato il rally città di Cellole, divenuto nazionale nel 2014; fondato a Cellole, vede protagonisti anche la vicina frazione di Baia Domizia ed i comuni di Sessa Aurunca e Roccamonfina.